# Siège d'Antioche (1268)
Pour les articles homonymes, voir Siège d'Antioche (homonymie).
 (Septembre 2017).
Croisades
Le siège d'Antioche est un événement historique ayant eu lieu en 1268, quand les mamelouks menés par Baybars réussirent à capturer la cité d'Antioche. Avant le siège, la principauté croisée était déjà fortement menacée, comme le montre l'entretien entre le chef de la cité et les émissaires de Baybars qui se moquèrent ouvertement de son titre de « prince » d'Antioche.

## Contexte

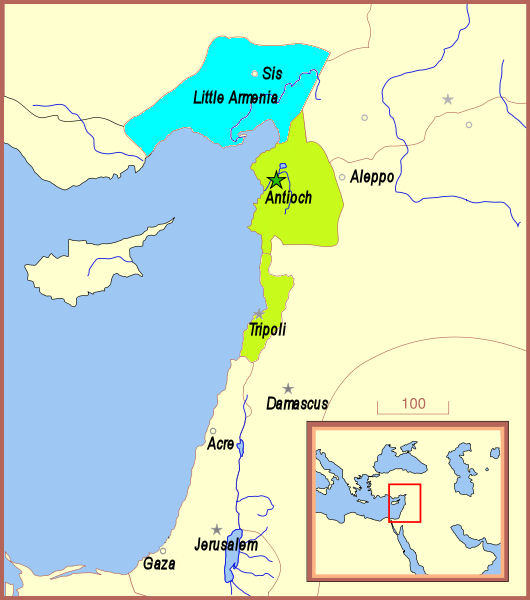
La Petite-Arménie et les principautés d'Antioche et Tripoli à la fin du XIIIe siècle.

Baybars, sultan mamelouk d'Égypte et de Syrie, commença à menacer la principauté d'Antioche en 1260, alors que l'état croisé avait soutenu (en tant que vassal de l'Arménie) les Mongols, ennemis traditionnels des Turcs. En 1265, Baybars prit Césarée, Haïfa et Arsuf et massacra leurs habitants, et l'année suivante, il conquit la Galilée et dévasta la Cilicie arménienne.
Comme Steven Runciman le raconte dans son dernier livre sur les Croisades, avant le siège d'Antioche (1268), le prince Bohémond IV d'Antioche avait installé sa cour dans la ville de Tripoli, capitale de son autre état, le comté de Tripoli. En 1268, l'armée antiochienne était sous le commandement de Simon Mansel, connétable d'Antioche, dont la femme était une noble arménienne apparentée à Sibylle, l'épouse du prince Bohémond VI.

## Le siège
En 1268, Baybars assiégea donc la cité d'Antioche, qui était « très mal défendue par son patriarche et abandonnée par la plupart de ses habitants ». Après une faible résistance, la cité fut capturée le 18 mai et la citadelle tomba deux jours plus tard. Antioche avait été affaiblie par ses affrontements précédents avec l'Arménie et par des luttes de pouvoir internes. De fait, ses habitants acceptèrent rapidement de capituler, à la condition que leurs vies soit épargnées.
Avant que l'armée de Baybars s'installe aux portes de la ville, Simon Mansel et un groupe de chevaliers avaient tenté une attaque contre l'armée musulmane pour empêcher l'encerclement de la ville, mais sans succès. Mansel fut capturé au cours de l'attaque, et Baybars lui demanda d'ordonner à ses lieutenants de se rendre immédiatement ; la garnison refusa. Les défenses étaient en bon état, mais la garnison insuffisante pour protéger le mur d'enceinte sur toute sa longueur.
Par la suite, déplorant que les dirigeants d'Antioche soient absents pour le siège comme pour le pillage et les meurtres, le secrétaire de Baybars (qui était aussi son biographe) écrivit une lettre détaillée décrivant exactement ce qui arriva pour la population et la ville :
« La mort arriva parmi les assiégés de tous côtés et par tous les chemins: nous avons tué tous ceux que tu avais affectés à la garde de la ville ou à la défense de ses abords. Si tu avais vu tes chevaliers piétinés par les chevaux, tes provinces livrées au pillage, tes richesses complètement partagées, les femmes de tes sujets mises à la vente publique ; si tu avais vu les chaires et les croix renversées, les feuilles de l'Évangile déchirées et jetées à tous les vents, et les tombeaux de tes patriarches profanés ; si tu avais vu tes ennemis, les musulmans piétiner le tabernacle, et immoler dans le sanctuaire les moines, les prêtres et les diacres ; bref, si tu avais vu ton palais donné aux flammes, les morts dévorés par le feu de ce monde, l'église de Saint Paul et de Saint Pierre complètement et entièrement détruite, il est certain que tu te serait écrié "plût au Ciel que je devint poussière !. »
(Michaud, 1853)
Après avoir cité la lettre de Baybars, Michaud résume ainsi la conclusion du siège :
« Baybars distribua le butin entre ses soldats, les mamelouks se réservant leur partie des femmes, des filles et des enfants [...]. Un petit garçon valait douze dirhams, une petite fille cinq. En un seul jour, la ville d'Antioche perdit tous ses habitants, et un incendie allumé par ordre de Baybars termina le travail des barbares. La plupart des historiens s'accordent à dire que quatorze mille chrétiens furent massacrés et des centaines de milliers d'autres réduits en esclavage. »

## Suites
Le krak des chevaliers tomba trois ans plus tard. La huitième croisade, lancée par Louis IX a priori pour reprendre ces forteresses, aboutit à Tunis au lieu de Constantinople, contre le conseil de son frère Charles d'Anjou. Charles bénéficia néanmoins du traité entre Antioche et Tunis qui résulta de cette croisade.
Au moment de sa mort, en 1277, Baybars avait confiné les Croisés dans quelques forteresses le long de la côte, et ils furent chassés du Moyen-Orient au début du XIVe siècle. La prise d'Antioche était un symbole douloureux pour les croisés, puisque sa capture avait été déterminante pour le succès de la première croisade. La population d'Antioche, composée majoritairement d'Arméniens, a été massacrée. Plus tard, les mamelouks répétèrent ce mode opératoire à Acre, où le massacre des civils fut raté du fait d'une fuite réussie par les Templiers, qui réussirent à évacuer un certain nombre de civils à Chypre[réf. nécessaire].